# Pierrick Courbon
Pierrick Courbon, né le 8 juillet 1985 à Firminy est un homme politique français, membre du Parti socialiste (PS).
En juillet 2024, il est élu député de l'Assemblée nationale dans la première circonscription de la Loire.

## Jeunesse et formation
Originaire de la vallée de l'Ondaine, Pierrick Courbon fait ses études à Saint-Étienne et mène ses premiers combats militants en 2006 contre le Contrat première embauche puis contre la Loi relative aux libertés et responsabilités des universités un an après. Il adhère au Mouvement des jeunes socialistes qu’il dirigera dans la Loire entre 2009 et 2011. 
Il obtient son CAPES d'anglais et enseigne au lycée Honoré-d'Urfé à Saint-Étienne.

## Biographie
En 2010, le député Régis Juanico le recrute en tant qu’attaché parlementaire, chargé des dossiers locaux. Il est candidat aux élections municipales de 2014 à Saint-Étienne sur la liste socialiste du maire sortant Maurice Vincent. La liste d'union avec Olivier Longeon (EELV) est cependant battue au second tour par celle de Gaël Perdriau. Placé en 15e position, il n'est pas élu au soir des résultats car seuls 12 candidats de cette liste accèdent aux postes mais intègre ensuite le conseil municipal à partir du 15 septembre 2014 avec le renoncement de deux élus et le treizième renonçant à sièger.
En 2015, il est élu conseiller départemental à Saint-Étienne sur la liste socialiste.
Il se présente tête de liste du PS aux élections municipales de 2020 à Saint-Étienne. Malgré sa fusion avec la liste écologiste dans l'entre-deux-tours, la liste est battue par la majorité sortante et Pierrick Courbon devient chef de file de l'opposition.
Il est réélu conseiller départemental en 2021.
En 2022, il se présente à la députation, en dissidence de la candidature de Laetitia Copin (NUPES), pourtant soutenue par les socialistes. Il arrive en 3ème position, devancé par le représentant de la majorité Quentin Bataillon et par Laetitia Copin, et ne se qualifie pas pour le second tour.
À la suite de la dissolution de l’assemblée de 2024, il obtient l'investiture du Nouveau Front populaire pour les élections législatives. Largement en tête au premier tour, Pierrick Courbon est élu le 7 juillet 2024 avec 60,39% des voix dans la 1re circonscription de la Loire où il est opposé au second tour à Marie Simon, candidate du RN (39,61% des voix),,.
Pierrick Courbon a voté le 16 janvier 2025 à l'Assemblée nationale la motion de censure déposée par La France insoumise le 14 janvier 2025.

## Détail des fonctions et mandats

### Mandats électifs
- Depuis le septembre 2014 : conseiller municipal de la ville de Saint-Étienne et depuis le juillet 2020 conseiller métropolitain à Saint-Étienne Métropole
- Depuis le 5 avril 2015 conseiller départemental de la Loire en binôme avec Arlette Bernard  (PS)
- Depuis le 7 juillet 2024 : député de la 1re circonscription de la Loire, avec Julie Tokhi (LÉ) comme suppléante